# كريستوفر جارتين
كريستوفر جارتين (بالإنجليزية: Christopher Gartin)‏ مواليد 12 يناير 1975 في نيويورك، هو ممثل أمريكي بدأ مسيرته الفنية سنة 1983.

## الأعمال
- خطة رحلة
- بلاك سوان
- تسامي
- أم!
- بيواتش
- ملروس بليس
- إن واي بي دي بلو
- عبر جوردان
- ويل وغريس
- هاوس
- دم حقيقي
- دروب ديد ديفا
- نمبرز
- سي اس آي: التحقيق في موقع الجريمة
- ربات بيوت يائسات
- ذا منتاليست
- سي اس آي: نيويورك
- إن سي آي إس
- كود بلاك

## وصلات خارجية
- كريستوفر جارتين على موقع IMDb (الإنجليزية)
- كريستوفر جارتين على موقع ألو سيني (الفرنسية)
- كريستوفر جارتين على موقع أول موفي (الإنجليزية)
- كريستوفر جارتين على موقع قاعدة بيانات برودواي على الإنترنت (الإنجليزية)
- كريستوفر جارتين على موقع قاعدة بيانات الأفلام السويدية (السويدية)
- كريستوفر جارتين على موقع قاعدة بيانات الفيلم (الإنجليزية)
- كريستوفر جارتين على موقع كينوبويسك (الروسية)
- الموقع الرسمي